# Calama (Chili)
Calama is een gemeente in de Chileense provincie El Loa in de regio Antofagasta. Calama telde 165.731 inwoners in 2017 en heeft een oppervlakte van 15.597 km². Calama is de regenarmste plaats ter wereld. In 1974 viel er voor het eerst in 400 jaar neerslag.
Nabij Calama ligt de mijn Chuquicamata.

## Geboren
- Radomiro Tomic (1914-1992), politicus